# بانديبوري
بانديبوري رمزها «BPR» (بالإنجليزية: Bandipore)‏ ، هو تقسيم إداري لدولة الهند تتبع ولاية جامو وكشمير (بالإنجليزية: Jammu  and  Kashmir)‏ ، مركزها هو مدينة بانديبوري (بالإنجليزية: Bandipore)‏ عدد سكانها حسب تعداد سنة 2001 هو 316,436 ، مساحتها 385,099 كم² وكثافة السكان 3,010 لكل كم² .